# Pothyne albosignata
Pothyne albosignata là một loài bọ cánh cứng trong họ Cerambycidae.